# Kupongskatt
Kupongskatt är en skatt i Sverige som tas ur person som erhåller utdelning från svenskt aktiebolag men som inte är bosatt i Sverige och inte heller skattskyldig där. 
I dubbelbeskattningsavtalen regleras med vilket belopp kupongskatten ska tas ut för personer som omfattas av avtalen. I de avtal Sverige har träffat är kupongskatten oftast begränsad till 15 %. Så är det beträffande de nordiska länderna. För personer med skattehemvist i Storbritannien är kupongskatten 5 %,  för USA 15 % liksom för Frankrike och Tyskland medan för Schweiz är den 30 % men med rätt att få tillbaka 15 %  efter ansökan.
Kupongskattelagens (SFS 1970:624) begrepp utdelning omfattar även inlösensbelopp i samband med inlösen av aktier.
För personer skattskyldiga i Sverige gäller i stället en kapitalskatt på för närvarande 30% enligt §5 Kupongskattelagen (1970:624).